# ドナルドの磁石騒動
『ドナルドの磁石騒動』（ドナルドのじしゃくそうどう、原題：Donald and Pluto）は、ウォルト・ディズニー・プロダクション（現：ウォルト・ディズニー・カンパニー）が制作したアニメーション短編映画作品。
本作の主人公はドナルドダックでありミッキーマウスは出演していないが、ミッキーマウスの短編映画シリーズの一作に分類されている。のちにドナルドがメインとなるシリーズが制作されることとなるが、本作はその先駆けとなった作品である。

## あらすじ
ドナルドはプルートを連れてある家の地下で配管修理の仕事をしていた。床にある工具をいちいち取りに下りるのが面倒なドナルドは、台の上から強力な磁石を使って工具を引き寄せていた。水が吹き出すパイプに奮闘するドナルドはパイプをハンマーで叩きまくる。すると、パイプにつけておいた磁石が床に落ちてしまう。その磁石の吸引力は相当なもので、床でのんびりエサの骨を食べていたプルートの金属製食器を引き寄せてしまった。
いきなりエサと食器が目の前から消え、プルートが気付くと磁石と食器はがっちりくっつき、エサが磁石に引っかかって食器から離れなくなった状態だった。プルートが何とかエサを取り出そうと力任せにエサの骨を引っ張ると磁石はプルートの目の前に、食器はプルートの後ろ側に落ちる。なおも磁石は強力な磁力で食器を引き寄せ、磁石と食器がプルートの体をまたがって引き寄せあったためプルートは誤って磁石を飲み込んでしまう。プルートの体の中に入ってもなお磁石は食器を引き寄せ、食器はプルートのお尻にくっついてしまった。
お尻にくっついた食器とエサを振り払おうとプルートは暴れ出す。仕事中のドナルドを台から叩き落とし、怒るドナルドにも構わず地下から地上のフロアへ。そこでプルートに災難が降りかかる。プルートの体の中にある磁石がフロア中にある金属製のものを引き寄せ始めたのだ。

## スタッフ
- 製作総指揮：ウォルト・ディズニー[1]
- 製作：ジョン・サザーランド[1]
- 監督：ベン・シャープスティーン[1][2]
- 作画：アル・ユースター、シェイマス・カルヘイン、ビル・ロバーツ、フレッド・スペンサー、ノーム・ファーガソン[1][2]、ジャック・ハンナ[2]
- 脚本：ジャック・キニー、ロイ・ウィリアムズ[2]
- 音楽：フランク・チャーチル[1][2]、ポール・J・スミス[2]

## キャスト
| キャラクター   | 原語版               | 旧吹き替え版 | 新吹き替え版 |
| -------------- | -------------------- | ------------ | ------------ |
| ドナルドダック | クラレンス・ナッシュ | 関時男       | 山寺宏一     |
| プルート       | ピント・コルヴィッグ | -            | -            |
| ナレーション   | -                    | 江原正士     | -            |

## 日本での公開

### 収録
- 『プルート ザ・グレーテストヒッツ』（VHS、ブエナ・ビスタ・ホーム・エンターテイメント）
- 『ドナルドダック・クロニクル Vol.1 限定保存版』（DVD、ウォルト・ディズニー・スタジオ・ホーム・エンターテイメント）
- 『ドナルドダック DVD BOX』（DVD、宝島社）